# Johann Wolfgang van der Auwera
Johann Wolfgang van der Auwera – auch von der Auwera und van der Auvera – (* 1708 in Würzburg; † 1756 ebenda) war ein deutscher Bildhauer des Rokoko im Fürstbistum Würzburg in Franken.
Auwera hielt sich – nach der Ausbildung in der Werkstatt seines aus den Niederlanden (wahrscheinlich Mechelen) stammenden und Ende des 17. Jahrhunderts als Hofbildhauer nach Würzburg gezogenen Vaters Jakob – von 1730 an sechs Jahre lang in Wien auf, wo ihn Friedrich Karl von Schönborn ausbilden ließ. Nach 1738 übernahm er die künstlerische Leitung der Innendekoration der Würzburger Residenz. Von 1738 bis 1744 schuf er ein Ensemble von bis 1821 vorhandenen Statuen für den Ehrenhof der Residenz. Die meisten seiner für Kirchenausstattungen (etwa des Neumünsters und der Bürgerspitalkirche) in Würzburg geschaffenen Werke sind bei der Bombardierung Würzburgs 1945 zerstört worden. Erhalten blieb eine für die Marienkapelle gefertigte goldgefasste Statue eines trauernden Engels, die ins Mainfränkische Museum verbracht wurde. Weitgehend rekonstruiert wurde die 1945 verbrannte, von ihm um 1745/50 geschaffene „Peterer“-Kanzel in St. Peter und Paul. Gemeinsam mit dem mit ihm befreundeten Balthasar Neumann, dem Baumeister der Residenz in Würzburg, reiste er in die Rheinlande und die Niederlande. Auwera schuf zusammen mit Antonio Giuseppe Bossi und dem Kunstschreiner und Zierratenschnitzer Ferdinand Hundt einen Dekorationsstil, der als Würzburger Rokoko bezeichnet wird. Er war der Lehrmeister von Johann Michael Fischer.
Sein Bruder Lukas van der Auwera ist der Schöpfer der Kreuzigungsgruppe (1762–66) neben der Mauritiuskirche in Wiesentheid. Sein anderer Bruder, Michael Josef, war ebenfalls Bildhauer. Van der Auweras Witwe heiratete den Hofbildhauer Ferdinand Tietz.

## Werke
- Innenausstattung und Ehrenhof-Figurenschmuck der Würzburger Residenz
- Ausstattungen der Augustinerkirche in Würzburg mit acht Altären[3]
- Entwürfe für Marmorstatuen der Seitenaltäre und Hauptaltar der Schönbornkapelle n Würzburg[4]
- Hochaltar der Bürgerspitalkirche in Würzburg (1742)[5]
- Zwei große Engelsfiguren des Hochaltars und zwei kleine Putten-Köpfchen der damaligen Pfarrkirche Allerheiligen in Unterleinach (zwischen 1741 und 1760), seit etwa 1978 im Kirchenraum des Pfarrzentrums Communio Sanctorum in Leinach[6]
- Hochaltar der Schlosskirche von Schloss Augustusburg in Brühl
- Figuren zum Hochaltar im Wormser Dom (1741[7])
- Mitarbeit an der Gestaltung des Klostergartens Kloster Ebrach
- Hochaltar der Pfarrkirche St. Cäcilia in Heusenstamm (1744), hier auch Schmuck der Fassade
- Hochaltar im Kloster Tückelhausen bei Ochsenfurt
- Hochaltar der Pfarrkirche St. Jakob in Burgwindheim
- Epitaph für Friedrich Karl von Schönborn (früher Bamberger Dom, heute Mainfränkisches Museum, Würzburg)
- Kanzel und Fassadenfiguren für die Klosterkirche Münsterschwarzach